# John Tavares
John Tavares (ur. 20 września 1990 w Mississauga) – kanadyjski hokeista, reprezentant Kanady, olimpijczyk.
John Tavares posiada polskie pochodzenie. Jego matka, Barb Tavares była jedną z dziesięciorga dzieci polskich imigrantów, Bolesława i Józefy Kowal. Podstaw hokeja uczył go ojciec John.

## Kariera klubowa
- Milton Icehawks (2004–2005)
- Oshawa Generals (2005–2009)
- London Knights (2009)
- New York Islanders (2009–2018)
  -  SC Bern (2012-2013)
- Toronto Maple Leafs (2018-)

Wychowanek Oakville Rangers. 26 czerwca 2009 roku został wybrany z numerem pierwszym w drafcie NHL przez drużynę New York Islanders. Wcześniej grał w juniorskich drużynach kanadyjskich m.in.: Milton Icehawks, Oshawa Generals oraz London Knights, jednak nigdy nie wygrał żadnej ligi juniorskiej. Pięciokrotnie dostawał indywidualne nagrody Kanadyjskiej Ligi Hokejowej. W sezonie 2008/2009 był najskuteczniejszym zawodnikiem sezonu zasadniczego w Ontario Hockey League. Jest dwukrotnym mistrzem świata juniorów razem z drużyną Kanady. Podczas Mistrzostw Świata Juniorów w 2009 roku zyskał miano najlepszego zawodnika turnieju (MVP), najlepszego napastnika (najskuteczniejszy zawodnik turnieju) oraz wybrany został do drużyny gwiazd turnieju (All-Stars Team). Uczestniczył również w mistrzostwach świata juniorów do lat 18 w 2006 roku, ale nie zdobył tam medalu.
Od września 2012 roku na okres lokautu w sezonie NHL (2012/2013) był związany rocznym kontraktem ze szwajcarskim klubem SC Bern. Następnie wrócił do gry w barwach Islanders. Od lipca 2018 zawodnik Toronto Maple Leafs, związany siedmioletnim kontraktem.

## Kariera reprezentacyjna
Zawodnik wielokrotnie uczestniczył w meczach międzynarodowych w juniorskiej reprezentacji Kanady w hokeju na lodzie. Po raz pierwszy na arenie międzynarodowej pokazał się na World U-17 Hockey Challenge w 2006 roku. Miał wtedy piętnaście lat. Występował wówczas w reprezentacji Saskatchewan. W tym samym roku miał zagrać na Memoriale Ivana Hlinki, jednak z powodu kontuzji nie pojechał na turniej
W kolejnym sezonie został pominięty w składzie Kanady na mistrzostwach świata juniorów do lat 18. Zagrał jednak w Super Series, gdzie przeciwko Rosyjskim zawodnikom strzelił jedną bramkę i asystował przy ośmiu, będąc drugim pod względem liczby zdobytych punktów w klasyfikacji kanadyjskiej zawodnikiem serii. Od tej pory Tavares uczestniczył w mistrzostwach świata juniorów. Najpierw w 2008 roku grał w czeskim turnieju na którym strzelił cztery bramki i razem ze zespołem zdobył złoty medal. Wyczyn ten powtórzył w 2009 roku, kiedy to również został wybrany MVP turnieju. Był najskuteczniejszym strzelcem strzelając osiem goli, został wybrany do drużyny gwiazd turnieju oraz do trójki najlepszych zawodników reprezentacji Kanady wybranych przez trenera Pata Quinna.
W seniorskiej reprezentacji Kanady uczestniczył w turniejach mistrzostw świata 2010, 2011, 2012, zimowych igrzysk olimpijskich 2014, Pucharu Świata 2016. Na edycji MŚ w 2010 był najlepszym strzelcem turnieju.

## Statystyki

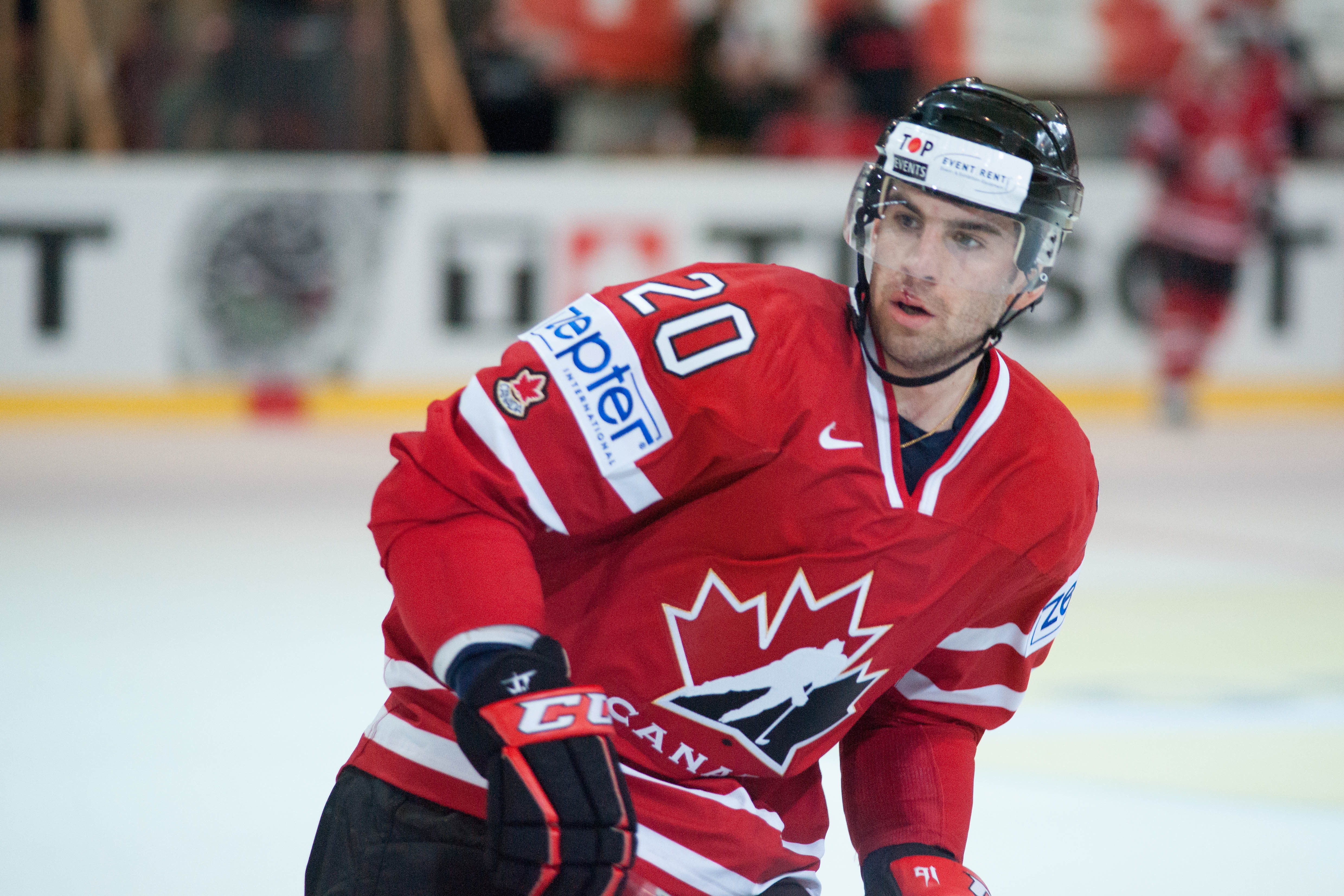
W barwach reprezentacji Kanady (2012)

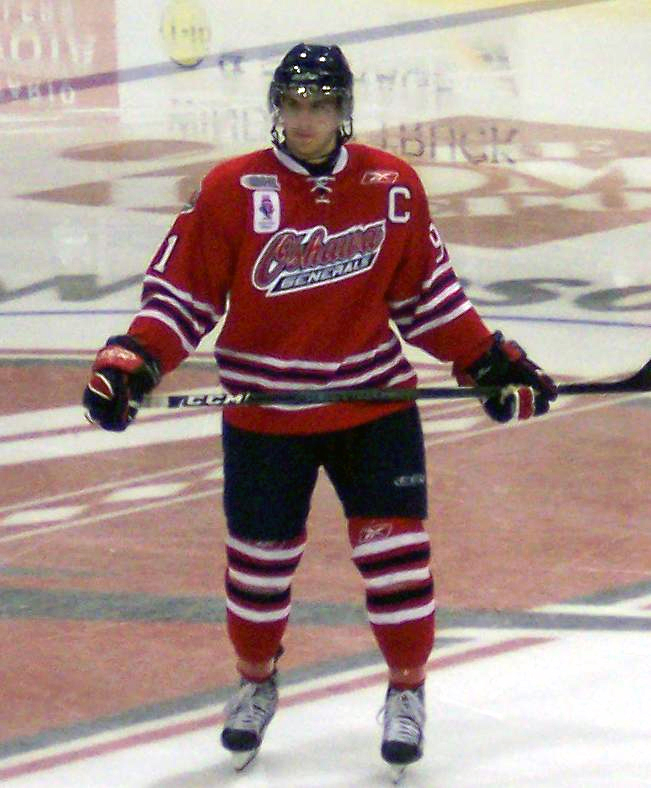
W barwach Oshawa Generals (2008)

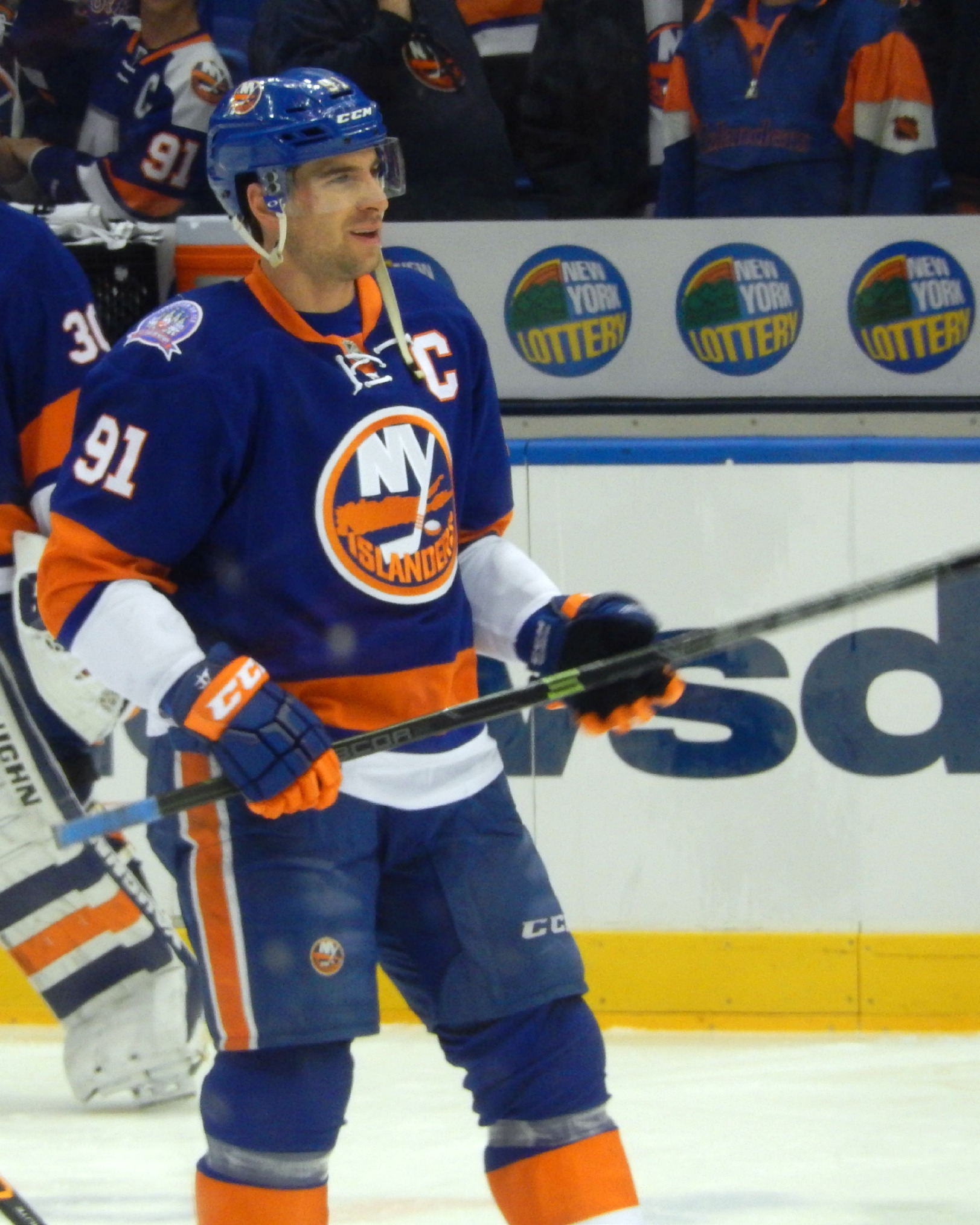
W barwach New York Islanders (2009)

M = rozegrane mecze; G = Gole; A = asysty; Pkt = punkty; Min = minuty na ławce kar

### Sezon zasadniczy i play-off
| 2004–05   | Toronto Marlboros  | GTHL      | 72  | 91  | 67  | 158 | –   | –  | –  | –  | –  | –  |
| 2004–05   | Milton Icehawks    | OPJHL     | 20  | 13  | 15  | 28  | 10  | –  | –  | –  | –  | –  |
| 2005–06   | Oshawa Generals    | OHL       | 65  | 45  | 32  | 77  | 72  | –  | –  | –  | –  | –  |
| 2006–07   | Oshawa Generals    | OHL       | 67  | 72  | 62  | 134 | 60  | 9  | 7  | 12 | 19 | 6  |
| 2007–08   | Oshawa Generals    | OHL       | 59  | 40  | 78  | 118 | 69  | 15 | 3  | 13 | 16 | 20 |
| 2008–09   | Oshawa Generals    | OHL       | 32  | 26  | 28  | 54  | 32  | –  | –  | –  | –  | –  |
| 2008–09   | London Knights     | OHL       | 24  | 32  | 18  | 50  | 22  | 14 | 10 | 11 | 21 | 8  |
| 2009–10   | New York Islanders | NHL       | 82  | 24  | 30  | 54  | 22  | –  | –  | –  | –  | –  |
| 2010–11   | New York Islanders | NHL       | 79  | 29  | 38  | 67  | 53  | –  | –  | –  | –  | –  |
| 2011–12   | New York Islanders | NHL       | 82  | 31  | 50  | 81  | 26  | –  | –  | –  | –  | –  |
| 2012–13   | SC Bern            | NLA       | 28  | 17  | 25  | 42  | 28  | –  | –  | –  | –  | –  |
| 2012–13   | New York Islanders | NHL       | 48  | 28  | 19  | 47  | 18  | 6  | 3  | 2  | 5  | 4  |
| 2013–14   | New York Islanders | NHL       | 59  | 24  | 42  | 66  | 40  | –  | –  | –  | –  | –  |
| 2014–15   | New York Islanders | NHL       | 82  | 38  | 48  | 86  | 46  | 7  | 2  | 4  | 6  | 2  |
| 2015–16   | New York Islanders | NHL       | 78  | 33  | 37  | 70  | 38  | 11 | 6  | 5  | 11 | 6  |
| 2016–17   | New York Islanders | NHL       | 77  | 28  | 38  | 66  | 38  | –  | –  | –  | –  | –  |
| NHL razem | NHL razem          | NHL razem | 587 | 235 | 302 | 537 | 281 | 24 | 11 | 11 | 22 | 12 |

### Międzynarodowe
| Rok              | Drużyna          | Turniej          | Wynik                 | M  | G  | A  | Pkt | Min |
| ---------------- | ---------------- | ---------------- | --------------------- | -- | -- | -- | --- | --- |
| 2006             | Kanada           | U18              | 4                     | 7  | 2  | 3  | 5   | 4   |
| 2007             | Kanada           | SS               | 1st, gold medalist(s) | 8  | 1  | 8  | 9   | 26  |
| 2008             | Kanada           | MŚJ              | 1st, gold medalist(s) | 7  | 4  | 1  | 5   | 2   |
| 2009             | Kanada           | MŚJ              | 1st, gold medalist(s) | 6  | 8  | 7  | 15  | 0   |
| 2010             | Kanada           | MŚ               | 7                     | 7  | 7  | 0  | 7   | 6   |
| 2011             | Kanada           | MŚ               | 5                     | 7  | 5  | 4  | 9   | 12  |
| 2012             | Kanada           | MŚ               | 5                     | 8  | 4  | 5  | 9   | 12  |
| 2014             | Kanada           | IO               | 1st, gold medalist(s) | 4  | 0  | 0  | 0   | 0   |
| 2016             | Kanada           | PŚ               | 1st, gold medalist(s) | 6  | 1  | 3  | 4   | 0   |
| Juniorskie razem | Juniorskie razem | Juniorskie razem | Juniorskie razem      | 28 | 15 | 19 | 34  | 32  |
| Seniorskie razem | Seniorskie razem | Seniorskie razem | Seniorskie razem      | 32 | 17 | 12 | 29  | 30  |

## Sukcesy
Reprezentacyjne
- Złoty medal mistrzostw świata juniorów do lat 20: 2008, 2009
- Złoty medal zimowych igrzysk olimpijskich: 2014
- Puchar Świata: 2016

Klubowe
- Holody Trophy: 2009 z London Knights
- Puchar Spenglera: 2012 z Kanadą

Indywidualne
- Toronto Marlboros’ Buck Houle Award: 2005
- Sezon OHL / CHL 2005/2006:
  - Pierwsze miejsce w klasyfikacji strzelców wśród pierwszoroczniaków OHL: 45 goli
  - Emms Family Award – najlepszy pierwszoroczniak OHL
  - Pierwszy skład gwiazd pierwszoroczniaków OHL
  - Najlepszy pierwszoroczniak CHL
  - Skład gwiazd pierwszoroczniaków CHL
- Sezon OHL / CHL 2006/2007:
  - Pierwsze miejsce w klasyfikacji strzelców OHL: 72 gole
  - Red Tilson Trophy – najwybitniejszy zawodnik OHL
  - Pierwszy skład gwiazd OHL
  - Pierwszy skład gwiazd CHL
  - Zawodnik roku CHL
- Mistrzostwa Świata Juniorów w Hokeju na Lodzie 2008/Elita
  - Pierwsze miejsce w klasyfikacji skuteczności wygrywanych wznowień: 79,31%
- Sezon OHL / CHL 2008/2009:
  - Pierwsze miejsce w klasyfikacji strzelców OHL: 58 goli
  - Eddie Powers Trophy – pierwsze miejsce w klasyfikacji kanadyjskiej OHL: 118 punktów
  - Drugi skład gwiazd OHL
  - Pierwszy skład gwiazd CHL
  - CHL Top Prospects Game
  - CHL Top Draft Prospect Award
- Mistrzostwa Świata Juniorów w Hokeju na Lodzie 2009/Elita
  - Pierwsze miejsce w klasyfikacji skuteczności wygrywanych wznowień: 79,31%
  - Pierwsze miejsce w klasyfikacji strzelców turnieju: 8 goli
  - Skład gwiazd turnieju
  - Jeden z trzech najlepszych zawodników reprezentacji
  - Najbardziej Wartościowy Zawodnik (MVP) turnieju
  - Najlepszy zawodnik turnieju
- Sezon NHL (2009/2010):
  - NHL All-Rookie Team
- Mistrzostwa Świata w Hokeju na Lodzie 2010/Elita:
  - Pierwsze miejsce w klasyfikacji strzelców turnieju: 7 goli
  - Piąte miejsce w klasyfikacji kanadyjskiej turnieju: 7 goli
- Mistrzostwa Świata w Hokeju na Lodzie 2011/Elita:
  - Jeden z trzech najlepszych zawodników reprezentacji
- Sezon NHL (2011/2012):
  - NHL All-Star Game
- Mistrzostwa Świata w Hokeju na Lodzie 2012/Elita:
  - Jeden z trzech najlepszych zawodników reprezentacji
- Sezon NHL (2014/2015):
  - Czwarte miejsce w klasyfikacji strzelców w sezonie zasadniczym: 38 goli
  - Drugie miejsce w klasyfikacji kanadyjskiej w sezonie zasadniczym: 86 punktów
- Występ w Meczu Gwiazd NHL w sezonie 2016-2017
- Występ w Meczu Gwiazd NHL w sezonie 2017-2018

Rekordy
- Pierwsze miejsce w klasyfikacji strzelców wczech czasów OHL: 215 goli[9]

Wyróżnienia
- Buck Houle Award: 2005 (przyznana przez Toronto Marlboros w uznaniu za wybitne działania na lodzie, przywództwa i lojalność; nagrodzony wspólnie z Bryanem Cameronem)[10]